# 西藏社会阶层
西藏（主要指噶厦统治的西藏，广义上为藏区）在1959年之前有三个主要的社会羣體，即普通的平民（藏语：mi ser）、贵族（sger pa）和僧侣。普通平民的可以进一步划分为农民（shing-pa）或游牧的牧民（trokpa）。 
藏巴王朝（1565-1642年）和甘丹颇章时期（1642-1950年）的西藏法典，区分有三个社会阶层：高、中、低。每一阶层又进一步分为三级，故总共有九阶。这是一种对社会地位的正式分类，以世袭为主，并与法律后果相关：例如，杀害各阶层成员所需支付的赔偿金不等，最低阶是5松（sung），而次高阶（即贵族家庭成员）是200松（sung）。
贵族、政府官员和行为清净的僧侣属于高阶层，可能只有达赖喇嘛处于最高阶。中阶层包含很大一部分人口，政府的小官员、纳税人和自耕農以及佃農都可以是这一阶层的一员。中阶层内部有社会流动性。下阶层则包含不同类型的ragyabpa（「不洁的人」），例如铁匠和屠夫。最低阶包含刽子手，以及（在藏巴汗法条中）单身汉和间性者（即雌雄同体者）。
就中阶层的构成，人类学家提出了不同的划分。部分原因是他们研究了西藏的特定地区，而阶层划分并非统一。不过，梅爾文·戈爾茨坦（Melvyn Goldstein）和杰夫·柴尔兹（Geoff Childs）都将此阶层的人口分为三种主要类型：
- 纳税人家庭（tre-ba[8]或 khral-pa[4][9]）
- 自耕農（du-jong [8]或dud-chung-ba[4][10])
- 佃農（mi-bo[8]）

在中阶层中，纳税人家庭可能相当富有。在不同的地区，每个子階層的民衆在税收和徭役方面的義務不同。这些身份等級主要是世袭的；屬民与他们的土地和地主之间的鏈接都是通过平行世襲（英語：parallel descent）传递。纳税人阶层虽然在三个子阶层中人数最少，但在政治和经济地位方面處在超然地位。
农奴制（英語：serfdom）是否曾在西藏传统社会盛行是一个有争议的问题；海蒂·菲尔德主张一種温和的觀點，她承认藏區存在农奴制，但這種情形并不普遍；她認爲，对西藏传统社会阶级制度的更好描述是种姓制度，而非類同欧洲的封建制度。

## 高阶层
高阶层中的最高阶被认为是空置的，或者仅达赖喇嘛可能位于此阶。
所有土地产权及地契的根源是达赖喇嘛和政府。

### 贵族
高阶层的中间阶是实际可达到的最高阶，由世袭贵族领导。Yabshi 被认为是达赖喇嘛的后裔， depon 是古代皇室的后裔，midak 处于略低阶。 
学者认为，存在“大约 30 个较高地位的家族”和“120 到 170 个较低或‘普通’的贵族家族”。 

### 高级政府官员和僧侣官员
高级政府官员是从贵族中任命的。僧侣官员通常来自拉萨的中间阶层、现有僧官的家庭，或者是贵族的次子。他们通常只是名义上的僧侣，在寺院中度过一晚就足以令其取得僧侣资格。 

## 中阶层

### 纳税人家庭
被稱爲treba的納稅人（亦作tralpa或khral-pa）是“集团式家族单位”（英語：corporate family units）的一員。这些家族世袭地拥有从地区当权者（政府、寺院或贵族）處租用的土地，并持有土地所有权。在Goldstein对江孜地区（Gyantse）的研究中，他发现一个纳税人家庭通常拥有20英畝（81,000平方）至300英畝（1,200,000平方）土地。他们的主要義務是纳税（tre-ba 和 khral-pa 的字面意思就是“纳税人”），并向地区当权者提供包括人力和畜力在内的徭役服务。他们过着舒适的生活。为了確保每一代人只有一個婚姻關係以避免分割土地，他们还经常在婚姻中采取一妻多夫制和其他做法。

### 自耕農
自耕農（du-jung、dud-chung-baduiqoin 、duiqion、düchung、dudchhung、duigoin或 dujung）是仅拥有小块土地的农民。这些土地在法律字面意義上是“个人”财产。这与作为家族集团持有土地的纳税人家族不同。自耕農的土地继承规则与纳税人家族有很大不同，因为一块土地是否会由其子继承是不确定的。地区当权者——无论是政府、寺廟还是贵族——是最终的土地所有者，并能决定继承权，雖然通常这种继承十分稳定。不过，相较于纳税人家族，自耕農有更轻的税收义务，只需服人力徭役。与纳税人家族的义务不同，这些义务是针对个人的，而不是针对家族整体。

### 佃農
佃農（mi-bo）没有可继承的土地所有权。他们仍然以平民（mi-ser）的身份对他们“所属”土地负有义务。与纳税人家族和自耕農相比，他们可以自由地去任何他们想去的地方，可以从事贸易或手工艺。在耕种时，他们可能会从纳税人家族租用土地，并爲这些家族工作作为报酬。与自耕農一样，佃農也以个人身份使用非世襲的资源。
mi-bo身份的相对自由通常是通过向其所属土地每年缴纳一筆费用換取的。如果 mi-bo 较为富裕，费用可能会提高。此外，领主仍然可以要求其服一些特殊的徭役，例如爲特殊事件服務。
土地所有者可以隨意撤销這一自由。mi-bo的后代不会自动继承「mi-bo」的身份，他们继承的是「mi-ser」的身份，并且可以在他们十几岁的时候被契约服务，或者必须自己支付 mi-bo 费。

## 下阶层

### Ragyabpa——不洁的人
ragyabpa（「不洁的人」，有时译作「贱民」）处于最低层，从事“不洁”的工作。例如渔民、屠夫、刽子手、尸体处理者、铁匠、金匠和妓女。ragyabpa 也分为三个部分，例如：金匠是是此阶中的最高级，而刽子手则处于最低级，更为人所轻视。
他们被看作是被污染者，而又有污染性。ragyabpa 的身份地位是世袭的，无法摆脱。

### Nangzan——家仆
据中华人民共和国政府的消息，nangzan（譯作“郎生”，也稱nangzen、nangzan、nangsen）是世袭家仆，占总人口的5%。

### 奴隶制
美国汉、藏学家譚·戈倫夫（A. Tom Grunfeld）认为西藏確實存在一些奴隶。戈倫夫引用了20世纪初駐春比河谷的英国殖民官员暨藏區学者查尔斯·贝尔爵士的话，貝爾爵士寫到，奴隸是自小被偷走或从無力撫養的父母處买来的稚童，他們被撫養長大，然後被保留或出售。这些稚童大多来自藏區东南部及藏區和阿萨姆邦（Assam）之间的部落聚居地。流亡藏人作家嘉央诺布則指出，戈倫夫忽略了贝尔的補充說明，即有“十幾個或二十幾個這樣的（奴隸）”，及这是“一种非常温和的奴隶制形式”。他認爲，后来访问西藏的西方人，甚至海因里希·哈勒、彼得·奥弗施奈特、黎吉生和大卫·麦克唐纳等长期居藏的外国人的叙述中都没有提到任何此類情形，这表明十三世达赖喇嘛在其改革中已經消除这种行为。

## 引用及脚注
1. ↑  Snellgrove & Richardson（1968年），第257–259页
2. 1 2  Goldstein 1986
3. 1 2  French（2002年），第114页
4. 1 2 3  Goldstein（1971年5月），第524页
5. ↑  Samuel, Geoffrey (Feb., 1982) Tibet as a Stateless Society and Some Islamic Parallels The Journal of Asian Studies, Vol. 41, No. 2, pp. 215–229
6. ↑  Goldstein（1971年），第64–65页
7. ↑  Childs（2003年），第441–442页
8. 1 2 3 4  Goldstein（1971年），第65–66页
9. 1 2 3 4  Childs（2003年），第427–428页
10. ↑  Childs（2003年），第427-428页
11. ↑  Goldstein（1971年），第67页
12. ↑  Laird (2006) p. 319
13. ↑  French（2002年），第113页
14. ↑  Goldstein（1989年），第6页
15. ↑  Goldstein（1989年），第6-9页
16. ↑  Goldstein（1987年）
17. ↑  French（2002年），第111–112页
18. ↑  .   [2023-12-10]. （原始内容存档于2012-02-15）.
19. ↑  .   [2023-12-10]. （原始内容存档于2022-08-15）.
20. ↑  Grunfeld（1996年），第15页
21. ↑  Charles Bell, Tibet Past and Present, Motilal Banarsidass Publ., 1992, 376 pages, pp. xviii and 78–79: "Slavery was not unknown in the Chumbi Valley during our occupation, but proximity to British India had greatly lessened the numbers of the slaves, so that only a dozen or two remained. Across the frontier in Bhutan there were a great many. / Slaves were sometimes stolen, when small children, from their parents. Or the father and mother being too poor to support their child, would sell it to a man, who paid them sho-ring, 'price of mother's milk', brought up the child and kept it, or sold it, as a slave. These children come mostly from south-eastern Tibet and the territories of the wild tribes who dwell between Tibet and Assam. / Two slaves whom I saw both appeared to have come from this tribal territory. They had been stolen from their parents when five years old, and sold in Lhasa for about seven pounds each. [...] / Slaves received food and clothing from their masters on the same scale as servants, but no pay. [...] / The slavery in the Chumpi valley was of a very mild type. If a slave was not well treated, it was easy for him to escape into Sikkim and British India."
22. 1 2  .   [2015-05-25]. （原始内容存档于2015-05-25）.